# Lifehouse Chronicles
Albums de Pete Townshend
A Benefit for Maryville Academy
(1996) Lifehouse Elements
(2000)
Lifehouse Chronicles est une compilation de Pete Townshend sortie en 2000. Il s'agit d'un coffret de six CD, uniquement disponible sur son site Web, qui retrace l'évolution du projet Lifehouse, qui aurait dû être l'album des Who suivant Tommy.
Les deux premiers disques comprennent les démos de Townshend pour les chansons du projet, chansons qui ont abouti sur les albums Who's Next, The Who by Numbers et Who Are You, ainsi que sur divers singles. Le troisième disque présente des fragments expérimentaux, et le quatrième, des interprétations orchestrales de compositions de Townshend, Henry Purcell, Alessandro Scarlatti et Michel Corrette. Les cinquième et sixième disques sont entièrement occupés par la pièce radiophonique tirée de Lifehouse, enregistrée et diffusée en 1998-1999.
Un échantillon des Lifehouse Chronicles est paru, toujours en 2000, sous le titre Lifehouse Elements.

## Titres
Toutes les chansons sont de Pete Townshend.

### Disque 1
1. Teenage Wasteland
2. Going Mobile
3. Baba O'Riley
4. Time Is Passing
5. Love Ain't for Keeping
6. Bargain
7. Too Much of Anything
8. Music Must Change
9. Greyhound Girl
10. Mary
11. Behind Blue Eyes
12. Baba O'Riley (Instrumental)
13. Sister Disco

### Disque 2
1. I Don't Even Know Myself
2. Put the Money Down
3. Pure and Easy
4. Getting in Tune
5. Let's See Action
6. Slip Kid
7. Relay
8. Who Are You
9. Join Together
10. Won't Get Fooled Again
11. The Song Is Over

### Disque 3
1. Baba M1 (O'Riley 2nd Movement 1971)
2. Who Are You (Gateway Remix - From Shepherd's Bush Empire 1998)
3. Behind Blue Eyes (New version 1999)
4. Baba M2 (2nd Movement Part 1 1971)
5. Pure and Easy (Original Demo Reworked 1999)
6. Vivaldi ((Baba M5 on Psychoderelict) with Hame 1999)
7. Who Are You (Live and Uncut at the Shepherds Bush Empire 1998)
8. Hinterland Rag (Piano Rag for Three Hands - Yamaha Disklavier 1999)
9. Pure and Easy (New Version 1999)
10. Can You Help the One You Really Love? (Demo 1999)
11. Won't Get Fooled Again (Live and Uncut at the Shepherd's Bush Empire 1998)

### Disque 4
1. Townshend: One Note - Prologue
2. Purcell: Fantasia Upon One Note (Quick Movement)
3. Townshend: Baba O'Riley
4. Scarlatti: Sonata K:212
5. Townshend: Tragedy
6. Corrette: No. 4 Aria
7. Corrette: No. 2 Giga
8. Corrette: No. 6 in D Minor
9. Corrette: No. 3 Adagio and Allegro
10. Townshend: Hinterland Rag
11. Scarlatti: Sonata K:213
12. Purcell: The Gordian Knot Untied
  1. Overture
  2. Allegro
  3. Air
  4. Rondean Minuet
  5. Air
  6. Jig
  7. Chaconne
  8. Air
  9. Minuet
  10. Overture (Reprise)
13. Townshend: Tragedy Explained
14. Townshend: One Note - Epilogue
15. Purcell: Fantasia Upon One Note

### Disques 5 et 6
1. Lifehouse Radio Play